# 162a Divisió de Turkistan
La 162a Divisió de Turkistan va ser una divisió militar que va ser formada per l'exèrcit alemany durant la Segona Guerra Mundial. Va treure els seus homes dels presoners de guerra que venien del Caucas i de les terres turcmanes més a l'est.

## Història
La 162a divisió del Turkistan es va formar el maig de 1943 i estava formada per cinc unitats azeri i sis turcmanes d'artilleria i infanteria. La unitat va conservar molt personal alemany allistat, i també contenia la legió Ost de georgians i armenis, encara que se'ls coneixia col·lectivament com "turcs". Els soldats van ser entrenats a Neuhammer.
La divisió va ser enviada, l'octubre de 1943, al nord d'Itàlia. La 162a es va convertir en la divisió més gran de totes les ost-legion. El batalló d'infanteria núm. 450 també va ser d'ètnia turca i àzeri. La divisió també tenia molts georgians i armenis.
A principis de 1944, la divisió va rebre l'encàrrec de vigilar la costa de Ligúria. El juny de 1944 la divisió va ser assignada per combatre a Itàlia, però es va retirar a causa del mal rendiment. Durant la resta de la guerra, la divisió va lluitar contra el moviment de resistència italià prop de La Spezia i la Val di Taro a Itàlia. Després dels contratemps inicials, la divisió va demostrar ser força eficaç.
El cos principal de la divisió es va rendir prop de Pàdua el maig de 1945 als aliats occidentals i va ser enviat a Tàrent. D'acord amb els acords signats pels britànics i els nord-americans a la Conferència de Yalta, els soldats van ser repatriats a la Unió Soviètica. Segons Nikolai Tolstoi, van rebre una condemna de vint anys de treball correctiu.

## Comandants
- Generalmajor Oskar von Niedermayer (13 de maig de 1943 - 21 de maig de 1944)
- Generalleutnant Ralph von Heygendorff (21 de maig de 1944 - 8 de maig de 1945)

## Organització
- 303è Regiment d'Infanteria (Infanterie-Regiment 303)
- 314è Regiment d'Infanteria (Infanterie-Regiment 314)
- 329è Regiment d'Infanteria (Infanterie-Regiment 329) (only in August 1944)
- 162è Batalló Divisional (Divisions-Bataillon 162)
- 236è Regiment d' Artilleria (Artillerie-Regiment 236)
- 936è Batalló de Pioners (Pionier-Bataillon 936)
- 236è Batalló Panzerjäger (Panzerjäger-Abteilung 236)
- 236è Batalló Aufklärungs (Aufklärungs-Abteilung 236)
- 236è Batalló de Senyals (Infanterie-Divisions-Nachrichten-Abteilung 236)
- 936è Servei de Subministraments (Nachschubtruppen 936)

## Crims de guerra
La divisió ha estat implicada en una sèrie de crims de guerra a Itàlia entre desembre de 1943 i maig de 1945, dos d'ells, el gener de 1945 a l'Emília-Romanya, van provocar l'execució d'almenys 20 civils cadascun.